# Allactaga vinogradovi
Allactaga vinogradovi là một loài động vật có vú trong họ Dipodidae, bộ Gặm nhấm. Loài này được Argyropulo mô tả năm 1941.

## Hình ảnh

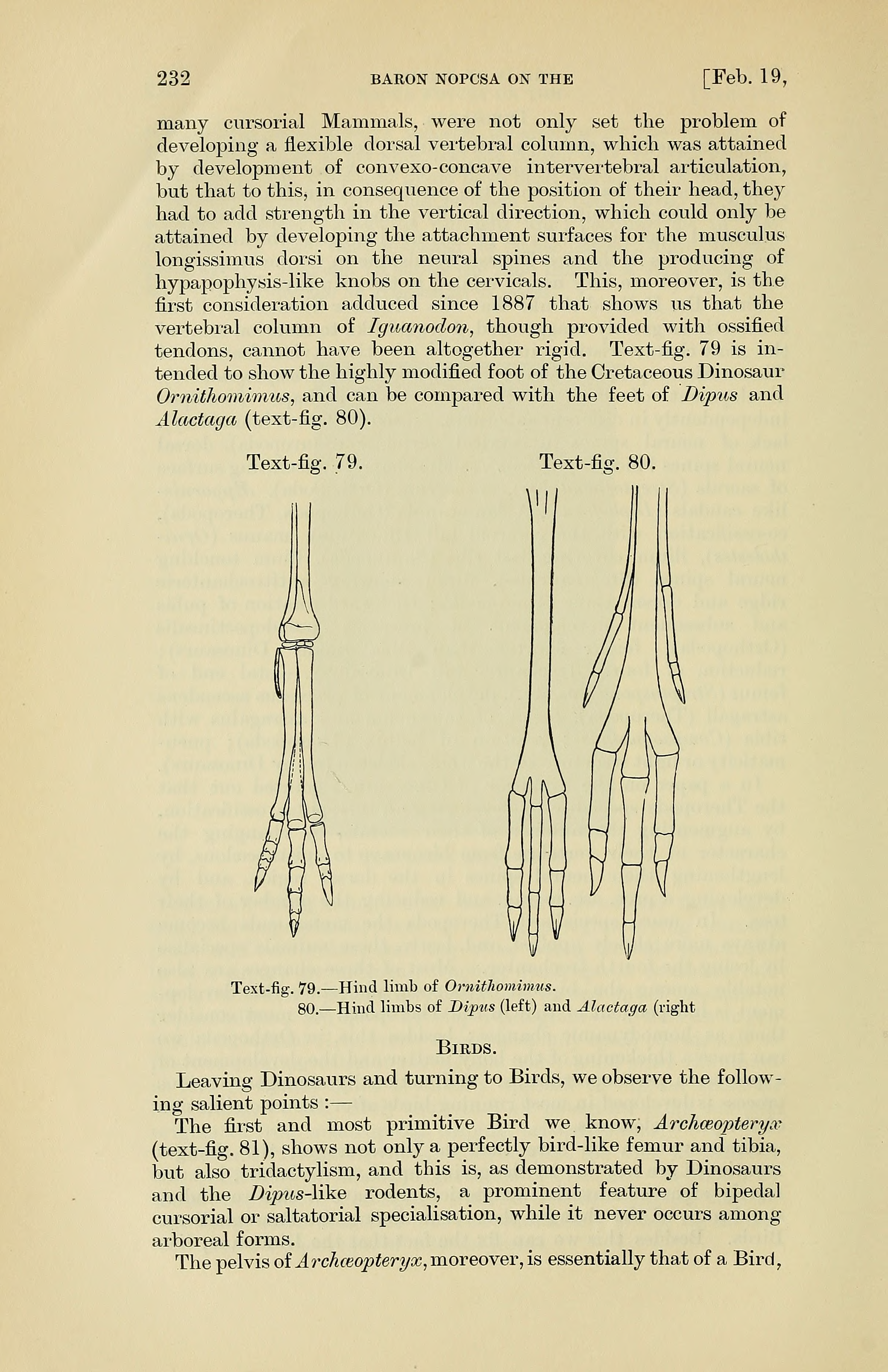